# Karagiannis-Karatzopoulos

La Karagiannis-Karatzopoulos (grec moderne : Καραγιάννης - Καρατζόπουλος) était une société de production cinématographique en Grèce créée en 1966 par les réalisateurs Kostas Karagiannis (el) et Antóni Karatzópoulos. Elle a tourné 118 films.

## Filmographie partielle
- 1970 : Les Braves du Nord
- 1981 : Un espion nommé Nelly

## Récompenses et distinctions

### Festival international du film de Thessalonique
| Année | Film                                                                                     | Prix / participation                                                                           |
| ----- | ---------------------------------------------------------------------------------------- | ---------------------------------------------------------------------------------------------- |
| 1969  | Le bluffeur / Ο μπλοφατζής (O blofatzís)                                                 | Meilleur acteur                                                                                |
| 1970  | Une femme dans la résistance / Μια γυναίκα στην αντίσταση (Mia gynaíka stin andístassi)  | Compétition officielle                                                                         |
| 1971  | Sous-marin Papanikolis (el) / Υποβρύχιο Παπανικολής (Ypovrýxio Papanikolís)              | Distinction                                                                                    |
| 1971  | Société de consommation / Καταναλωτική κοινωνία (Katanalotikí kinonía)                   | Compétition officielle                                                                         |
| 1981  | Apprends l'alphabet mon enfant (el) / Μάθε παιδί μου γράμματα (Máthe paidí mou grámmata) | 4 prix (meilleur acteur, meilleure actrice, meilleurs décors et prix spécial d'interprétation) |
| 1982  | Le barrage / Το φράγμα (To frágma)                                                       | Compétition officielle                                                                         |

### Autres récompenses
| Année | Film | Prix / participation                                          |
| ----- | --- | ------------------------------------------------------------- |
| 1966  | Les coupables / Οι ένοχοι (I énochi)                                                                     | Meilleur acteur, EKKA 1966                                    |
| 1980  | Thanassis se serre encore la ceinture / Θανάση σφίξε κι άλλο το ζωνάρι (Thanási fríxe ki állo to zonári) | Meilleur scénario, Festival du Film de San Rémo (Italie) 1981 |